# Sleep Through the Static
Albums de Jack Johnson
Sing-A-Longs and Lullabies for the film Curious George
(2006) To the Sea
(2010)
Sleep Through The Static est le quatrième album studio du chanteur et guitariste américain Jack Johnson, sorti le 4 février 2008 en France et au Royaume-Uni et le lendemain aux États-Unis. L'album a été enregistré à Los Angeles en Californie dans les studios L.A.'s Solar Powered Plastic Plant, ce qui fait de cet album son premier à ne pas avoir été enregistré à Hawaii.
Le premier single If I Had Eyes avait déjà été publié sur le MySpace officiel de Jack Johnson le 17 décembre 2007.

## Titres
| No  | Titre                     | Durée |
| --- | ------------------------- | ----- |
| 1.  | All at Once               | 3:38  |
| 2.  | Sleep Through the Static  | 3:43  |
| 3.  | Hope                      | 3:42  |
| 4.  | Angel                     | 2:02  |
| 5.  | Enemy                     | 3:48  |
| 6.  | If I Had Eyes             | 3:59  |
| 7.  | Same Girl                 | 2:10  |
| 8.  | What You Thought You Need | 5:27  |
| 9.  | Adrift                    | 3:56  |
| 10. | Go On                     | 4:35  |
| 11. | They Do, They Don't       | 4:10  |
| 12. | While We Wait             | 1:26  |
| 13. | Monsoon                   | 4:17  |
| 14. | Losing Keys               | 4:28  |

## Certifications
| Pays                    | Certification | Unités certifiées |
| ----------------------- | ------------- | ----------------- |
| Allemagne (BVMI)        | Or            | 100 000           |
| Australie (ARIA)        | Platine       | 70 000            |
| Autriche (IFPI)         | Or            | 10 000            |
| États-Unis (RIAA)       | Platine       | 1 000 000         |
| Irlande (IRMA)          | Or            | 7 500             |
| Nouvelle-Zélande (RMNZ) | Platine       | 15 000            |
| Royaume-Uni (BPI)       | Or            | 100 000           |
| Suisse (IFPI)           | Or            | 15 000            |